# Gignac (Vaucluse)
Gignac è un comune francese di 73 abitanti situato nel dipartimento della Vaucluse della regione della Provenza-Alpi-Costa Azzurra.

## Storia

### Simboli
Lo stemma è presente nell'Armorial Général de France del 1696.

## Società

### Evoluzione demografica
Abitanti censiti